# Gare d’Urmatt
Gare d’Urmatt vasútállomás Franciaországban, Urmatt településen.

## Vasútvonalak
Az állomást az alábbi vasútvonalak érintik:
- Strasbourg–Saint-Dié-vasútvonal

## Kapcsolódó állomások
A vasútállomáshoz az alábbi állomások vannak a legközelebb:
- Gare de Mullerhof
- Gare de Heiligenberg - Mollkirch